# 西河公主 (北周)
西河公主（541年—596年2月13日），代郡武川镇（今内蒙古自治区呼和浩特市武川县）人，追尊周德帝宇文肱孙女，追尊周文帝宇文泰第十四女。

## 生平
西魏废帝元年（552年），宇文氏虚龄十二时封为西河公主，嫁上柱国、彭国公刘昶。周武帝宇文邕登基，西河公主加授长公主。周宣帝宇文贇即位，西河公主又加授大长公主。隋朝建立后，授予西河公主彭国夫人。隋朝的元日朝会，命妇集合，西河公主因为风仪举止、祝词致贺都是命妇典范，虽然命妇中有人因为丈夫的官爵排在西河公主之前，皇后独孤伽罗下令以西河公主为命妇之首，想要观看西河公主的容止。开皇十六年正月十日（596年2月13日），西河公主患病，在群英里私人住宅中去世，虚岁五十六，开皇十七年岁次丁巳六月丙午朔廿八日癸酉（597年8月16日）安葬于雍州万春乡。

## 家庭

### 子女
- 刘丰，长子，隋朝上开府、迁州刺史[1]
- 刘顺，次子，隋朝直阁将军、长广郡公[1]
- 刘居士，第四子[1]
- 刘氏，长女，嫁郐国公长孙懿[1]